# Bassin d'Ampezzo
Le bassin d'Ampezzo ou vallée d'Ampezzo (Conca d'Ampezzo ou Valle Ampezzana en italien, Anpezo en ladin, Haydental ou zum Heiden en allemand) est un bassin des Dolomites compris dans la province de Belluno. Il se situe à l'amont de la vallée du Boite. 

## Géographie

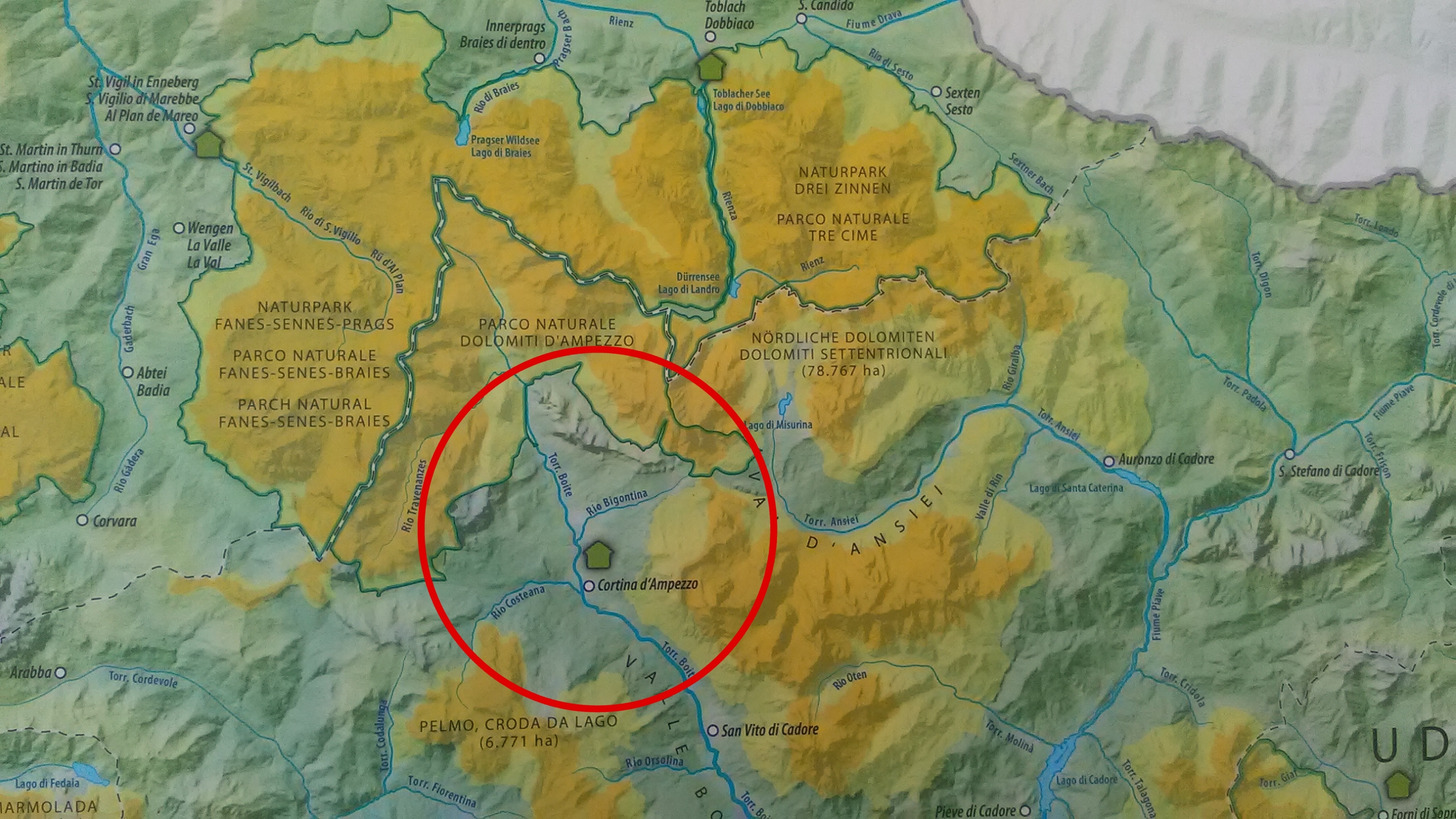
Localisation du bassin d'Ampezzo.

Le bassin d'Ampezzo est un large bassin formé comme le bassin terminal d'un ancien glacier quaternaire, et est situé entre le Cadore (sud), le val di Landro (nord), le val d'Ansiei (à l'est), et le haut Agordino (ouest). Il est entouré à 360° par les Dolomites ampezzanes dans les Alpes orientales. Il est traversé par la rivière Boite et ses nombreux affluents, dont beaucoup sont torrentiels. Tout le bassin est inclus dans la municipalité de Cortina d'Ampezzo. 

## Histoire
Le premier document écrit dans lequel le nom d'Ampezzo apparaît est conservé dans les archives de San Vito di Cadore. Il concerne un acte notarié d'achat d'un terrain situé en date du 15 juin 1156. À partir de 1420, année où le pouvoir temporel du Patriarcat d'Aquilée cesse, l'ensemble du Cadore, y compris Anpezo, devient partie intégrante de la république de Venise. 
À la suite de la guerre entre la Serenissima et la ligue de Cambrai, l'Ampezzo a été détaché du Cadore et passe sous la domination des Habsbourg. De 1511 à la Première Guerre mondiale, l'Ampezzo faisait partie de l'empire d'Autriche (à partir de 1867 Autriche-Hongrie), plus précisément de la région du Tyrol. 
Pendant le fascisme, l'Ampezzo a été annexé à la Vénétie pour favoriser son italianisation. 
Souvent, même si elle est erronée, l'expression vallée du Boite fait référence à la vallée d'Ampezzo et vice versa. 

## Langue
La langue ladine est encore parlée dans la vallée d'Ampezzo aujourd'hui. Le bassin est officiellement bilingue, et toutes les dénominations sont signalées à la fois en italien et en ladin.